# Rourea gardneriana
Rourea gardneriana é uma espécie  de planta com flor pertencente à família Connaraceae.
A autoridade científica da espécie é Planch., tendo sido publicada em Linnaea 23: 417. 1850.

## Brasil
Esta espécie  é nativa e endémica do Brasil, podendo ser encontrada nas Regiões Norte, Nordeste e Sudeste. Em termos fitogeográficos pode ser encontrada no domínio da Mata Atlântica.
Não ocorrem táxons infra-específicos no Brasil.